# تی-۶ای‌ال-۴وی
آلیاژهای که همزمان حاوی فازهای آلفا و بتا هستند را آلیاژهای تیتانیوم آلفا – بتا می‌نامند. چنانچه عناصر آلیاژی پایدارکننده فاز آلفا و فاز بتا در آلیاژ وجود داشته باشند، منجر به تولید ساختار دوفازی می‌گردند.
آلیاژ Ti6A4V پرمصرف‌ترین آلیاژ تیتانیوم آلفا-بتا است. در این آلیاژ آلومینیوم منجر به پایداری فاز آلفا و وانادیوم باعث پایداری فاز بتا می‌شود. Ti6A4V یک آلیاژ گرید ۵ برای آلیاژهای تیتانیوم می‌باشد.

## ترکیب شیمیایی
| آلیاژ  | آلومینیوم | وانادیوم | کربن | نیتروژن | اکسیژن | هیدروژن | آهن |       |
| حداقل  | ۵٫۵       | ۳٫۵      | ۰    | ۰       | ۰      | ۰       | ۰   | ۰     |
| حداکثر | ۶٫۷۵      | ۴٫۵      | ۰٫۰۸ | ۰٫۰۵    | ۰٫۲    | ۰٫۰۱۲۵  | ۰٫۳ | ۰٫۰۰۵ |

## خواص
آلیاژهای آلفا - بتا بهترین خواص مکانیکی را بین آلیاژهای تیتانیوم را دارند.
در مقایسه با آلیاژهای آلفا و نزدیک به آلفا، می‌توان استحکام آلیاژهای آلفا-بتا را توسط عملیات حرارتی افزایش داد.
عملیات حرارتی پذیری آن‌ها به آلیاژهای تکفاز بتا نمی‌رسد.
آلیاژهای آلفا-بتا، استحکام مناسبی در دمای محیط و برای مدت زمان کوتاه در دمای بالا دارند
استحکام بالا تا دمای ۶۰۰ درجه فارنهایت.
نسبت استحکام به وزن بالا.
متریک انگلیسی خاصیت
4.43 g/cc 0.16 lb/in^۳ چگالی
۳۶ ۳۶ سختی راکول
950 MPa 138000 psi استحکام کششی نهایی
880 MPa 128000 psi استحکام کششی تسلیم
۱۴٪ ۳۶٪ درصد افزایش طول در پارگی
11308 GPa 16500 ksi مدول الاستیسیته
۰٫۳۴۲ ۰٫۳۴۲ ضریب پواسون
44 GPa 6380 ksi مدول برشی
0.5263 J/g-°C
0.126 BTU/lb-°F ظرفیت گرمایی ویژه
6.7 W/m-K
46.5 BTU-in/hr-ft²-°F رسانایی گرمایی
۱۶۰۴–۱۶۶۰ °C 2920–3020 °F دمای ذوب
۹۸۰ °C
۱۸۰۰ °F دمایی تغییر فاز بتا

## حد خستگی
حد خستگی پرچرخه برای Ti 6Al-4V به شدت تحت تأثیر هم میکروساختار و هم شرایط سختی می‌باشد.

## چقرمگی شکست
چقرمگی شکست Ti 6Al-4V بین آلیاژ آلومینیوم و فولاد می‌باشد. میکروساختاری که تمایل به داشتن چقرمگی بیشتری دارد، همان‌هایی هستند که میزان بیشتری لایه آلفا/بتا دارند و ساختار درشت در آن‌ها معمول تر است.

## عملیت حرارتی
محصولات فرآوری شده Ti 6Al-4V معمولاً در حالت آنیل شده یا محلول جامد و پیرسختی شده‌استفاده می‌شوند. کوینچ سریع در محلول (آب یا معادل آن) برای بدست آوردن بیشترین تغییر شکل فاز مارتنزیت آلفا، بسیار مهم است؛ که به نوبه خود قابلیت پیرسختی را افزایش می‌دهد. سایر عملیات‌های حرارتی استفاده شده برای Ti 6Al-4V شامل این عملیات‌ها هستند: آزادسازی تنش برای قطعات شکل‌دهی داده شده یا جوشکاری شده، و آنیل بتا، که برای افزایش مقاومت در برابر آسیب استفاده می‌شود.
همانند سایر آلیاژهای تیتانیوم، Ti 6Al-4V، تمایل زیادی به گازها شامل اکسیژن، نیتروژن و هیدروژن دارد. جذب اکسیژن منجر به تشکیل لایه فاز آلفای بشدت سخت و ترد می‌گردد که به عنوان فاز آلفا بر اثر حرارت دهی در هوا شناخته می‌شود.
آنیل میانی و نهایی Ti 6Al-4V معمولاً تحت مکش یا گاز خنثی به منظور جلوگیری از تشکیل فاز آلفا انجام می‌شود. آنیل در مکش می‌تواند برای هیدروژن تولیدی اضافی، به عنوان یک فرایند حذف گاز مورد استفاده قرار گیرد. قسمت‌هایی که مورد عملیات مکش قرار می‌گیرند، بایستی کاملاً تمیز باشند.

## کارپذیری

### کارگرم

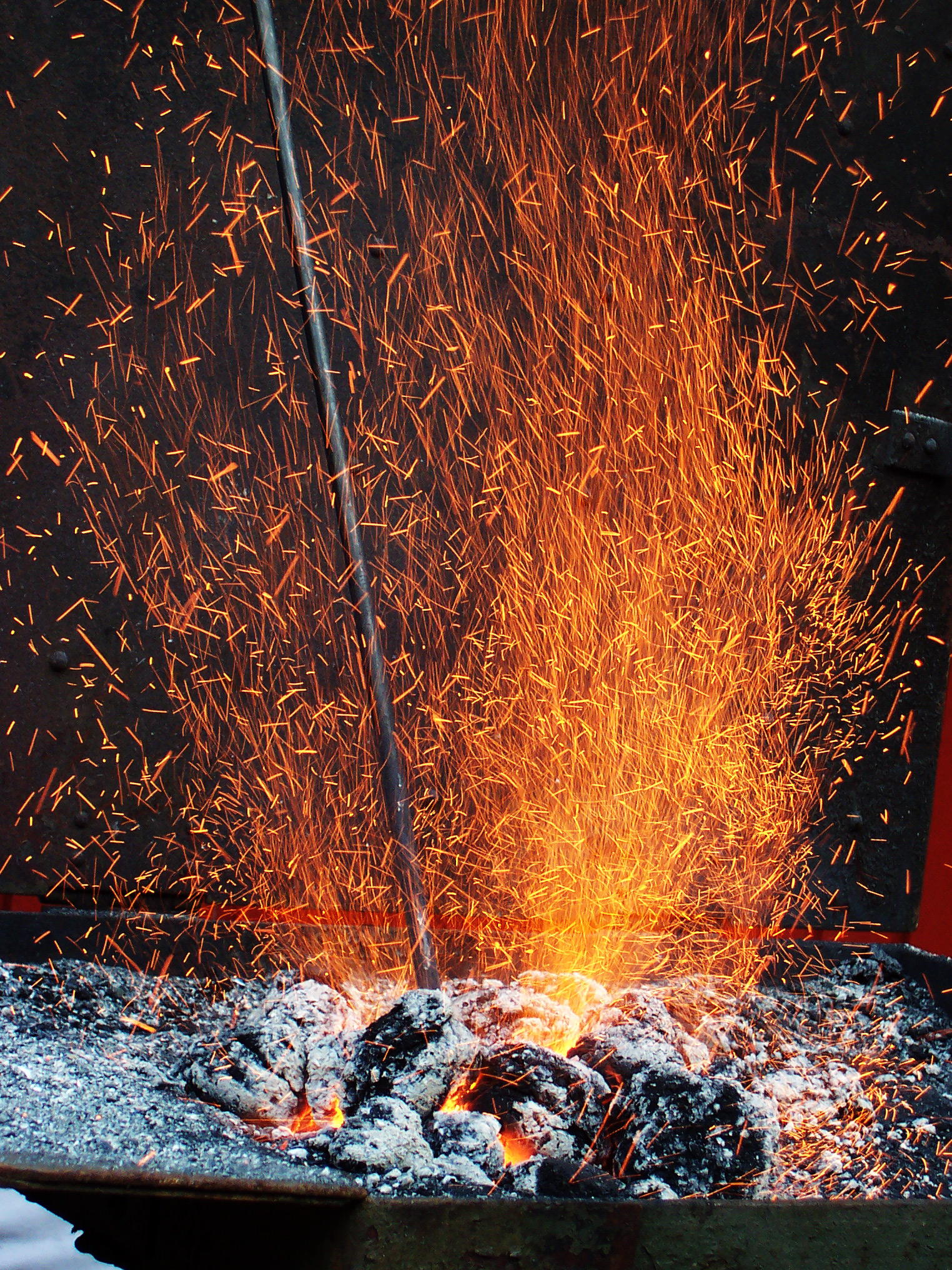
کار گرم

آلیاژ Ti 6Al-4V می‌تواند با روش‌های معمول از قبیل نورد گرم، آهنگری و پرس گرم تحت کارگرم قرار گیرد. معمولاً، کارگرم در محدوده دمایی آلفا/ بتا انجام می‌گیرد؛ یعنی حدود ۸۷۰–۹۸۰ درجه سانتیگراد. بایستی مورد توجه قرار گیر که از تشکیل فاز آلفای اضافی جلوگیری شود. همچنین فاز آلفا می‌تواند پس از فرایند حذف گردد. کار گرم روی ورق معمولاً در دمای حدود ۶۵۰ درجه سانتیگراد انجام می‌شود. آلیاژ Ti 6Al-4V به‌طور موفق و به صورت تغییرشکل سوپرپلاستیک فرآوری شده‌است (دمایی در حدود ۸۵۰ درجه سانتیگراد).
استحکام تسلیم Ti 6Al-4V در هردو حالت آنیل شده و STA به سرعت با دما افت می‌کند و باعث می‌شود در دماهای متوسط به آسانی قابلیت تغییر شکل داشته باشد. برای مثال، افزایش دما تا ۴۲۷ درجه سانتیگراد، منجر به حدود ۴۰٪ کاهش استحکام تسلیم می‌گردد. تغییر شکل گرم به صورت گسترده برای ساخت بسیاری محصولات شامل اتصال دهنده‌ها، قطعات هواپیمایی و دستگاه‌های پزشکی استفاده می‌شود.

### کار سرد
تیتانیوم Ti 6Al-4V می‌تواند تحت عملیات کشش سرد و اکسترود قرار گیرد. اگرچه کارسرد پذیری این آلیاژ محدودیت‌های دارد. شکل‌پذیری سرد برای تولید قطعاتی از قبیل براکت‌ها و کلیپ‌ها استفاده می‌شود. به دلیل پایین بودن مدول تیتانیوم، بازگشت فنری یک مشکل عمده برای تغییر شکل در دمای اتاق است. از لحاظ تیوری، می‌توان با خم کردن بیشتر آن را جبران کرد.

## قابلیت ماشین‌کاری
در حالت کلی، سرعت برشی پایین، نرخ پیشروی بالا و مقدار فراوان مایع برش توصیه می‌شود.

## قابلیت جوشکاری
آلیاژ Ti 6Al-4V می‌تواند با استفاده از فیلر خود آلیاژ، تحت جوشکاری قرار گیرد. تکنیک گاز محافظ خنثی، باید برای جلوگیری از اکسایش و شکنندگی در این فرایند به کار گرفته شود. معمولترین فرایند جوشکاری این آلیاژ، استفاده از جوشکاری قوس گاز تنگستن است. جوش پلاسما، جوش نقطه، جوش الکترونی، لیزر، جوشکاری مقاومتی و جوشکاری نفوذی همگی به صورت موفقیت آمیزی برای آلیاژ Ti 6Al-4V استفاده شده‌اند. قابلیت جوشکاری این آلیاژها در کل به دلیل ریزساختار دوفازی آن‌ها ضعیف است.

## مقاومت در برابر خوردگی
Ti 6Al-4V به سرعت و خود به خود یک فیلم اکسید پایدار، مستمر، محکم و چسبنده به دلیل قرار گرفتن در معرض اکسیژن در هوا یا آب ایجاد می‌کند. Ti 6Al-4V در برابر خوردگی‌های عمومی در آب شامل آب دریا، همچنین در اسید اکسایش شده، کلریدها، مواد قلیایی و پیشران‌های راکت بشدت مقاوم می‌باشد. در شرایط حضور اسید کاهنده یا گاز خشک کلرین، Ti 6Al-4V نسبت خوردگی حساس می‌باشد.
تیتانیوم و آلیاژهای آن نسبت به تردی هیدروژنی حساس می‌باشند. هیدروژن گازی یا کاتدی می‌تواند داخل فلز نفوذ کند و تردی هیدروژنی ایجاد نماید. بدین ترتیب، حایز اهمیت است که مقدار هیدروژن در حین فرایند، به خصوص در عملیات حرارتی و اسیدشویی به حداقل برسد. مشخصات محصولات فرآوری شده Ti 6Al-4V بیشترین حد هیدروژن را 150 ppm نشان می‌دهد. این آلیاژ در برابر حمله هیدروکربن‌های خالص و اکثر هیدروکربن‌های کلردار و فلویوردار شده مقاومت می‌کند.
عواملی که مقاومت به خوردگی را تحت تأثیر قرار می‌دهند:
دما، PH، ناخالصی، هوادهی، سرعت، شکاف‌ها، شرایط متالوژیکی، تنش، کیفیت سطح، تماس با فلز غیر مشابه و …

## نام‌های مرسوم تجاری
تیتانیوم ۴–۶، ۴–۶، Ti 6-4

## کاربردها
دیسک‌ها و تیغه‌های توربین
اجزای سازه هواپیما
قطعات موتور راکت
بست
ایمپلنت‌های پزشکی و دندان‌پزشکی
ابزارهای دستی
تجهیزات ورزشی
تجهیزات صنایع پتروشیمی
سازگاری زیستی

توربین گازی

سازگاری زیستی این آلیاژ عالی است، بخصوص زمانی که برخورد مستقیم با بافت یا استخوان مد نظر باشد. البته استحکام برشی کم این آلیاژ، کاربرد آن را برای پیچ‌های استخوانی عملاً غیرممکن ساخته است. عملیات سطحی مانند نیتریده کردن و اکسید کردن می‌توانند خاصیت سایش سطح آن را بهبود ببخشند.